# Kiarovský močiar
Kiarovský močiar je přírodní rezervace v oblasti Štiavnické vrchy.
Nachází se v katastrálním území obcí Kiarov a Kováčovce v okrese Veľký Krtíš v Banskobystrickém kraji. Území bylo vyhlášeno či novelizováno v letech 1988, 1997 na rozloze 16,3802 ha. Ochranné pásmo nebylo stanoveno.